# Athyrium hahasimense
Athyrium hahasimense är en majbräkenväxtart som beskrevs av Takenoshin Nakai. Athyrium hahasimense ingår i släktet Athyrium och familjen Athyriaceae. Inga underarter finns listade i Catalogue of Life.